# Juan Díaz (teólogo)
Juan Díaz, también conocido con la forma latinizada de su nombre, Ioannes Diasius (Cuenca, España, 1510-Neuburg an der Donau, Alemania, 27 de marzo de 1546), fue un humanista y hebraísta protestante manchego, asesinado por su propio hermano gemelo. 

## Biografía
Nació en Cuenca, miembro de una familia nobiliaria. Pasó su juventud estudiando en distintas universidades de España, en especial teología en Alcalá de Henares. Para ampliar sus estudios de griego y latín, marchó a París, completando 13 años, probablemente más, de estudios de filología y teología y aprendiendo además hebreo, hasta el punto de resultar sobresaliente entre los expertos en esta lengua, según destaca su amigo y correligionario Francisco de Enzinas. Como humanista comprometido, defendió el estudio de las fuentes originales, pero su análisis de las Escrituras le llevó a criticar los dogmas de la Iglesia Romana, especialmente en lo referente a la doctrina de la gracia. Así, tras un viaje a Ginebra con Matthieu Budé (un hebraísta, tercer hijo del famoso impresor y humanista Guillaume Budé) y Jean Crespin para estudiar la reforma con el mismo Jean Cauvin (Calvino), se convirtió a la fe evangélica.
Sus traducciones y ediciones le ganaron el aprecio de otros humanistas protestantes, y en 1545 se reunió en Estrasburgo con Martín Bucero y el también maestro del círculo de Martín Lutero Claude de Senarclens, en realidad uno de los múltiples pseudónimos de Francisco de Enzinas. Estos tres amigos, Díaz, Bucero y Senarclens, representaron a los protestantes en la Dieta de Ratisbona (1546), aunque la reunión se vio ensombrecida por la muerte de Lutero el 18 de febrero. Los protestantes se sintieron debilitados y Díaz se sentó junto a su compatriota el dominico Pedro de Maluenda, que ya conocía de su época de estudiante en París. La noticia de la apostasía cundió y fray Pedro de Soto contó a un tal Marquina la apostasía de Juan Díaz y este, que marchaba a Roma como correo, se la refirió a su hermano gemelo, Alfonso Díaz, jurisconsulto en la curia romana como abogado del tribunal eclesiástico de Rota. Como era natural entonces, tener un hereje en la familia lo escandalizó y la sintió deshonrada. Al acabar la dieta el 10 de marzo, Juan Díaz permaneció en Neuburg supervisando la impresión de un escrito de Bucero; Claude Senarclens lo siguió algo después, viviendo en su propia casa.

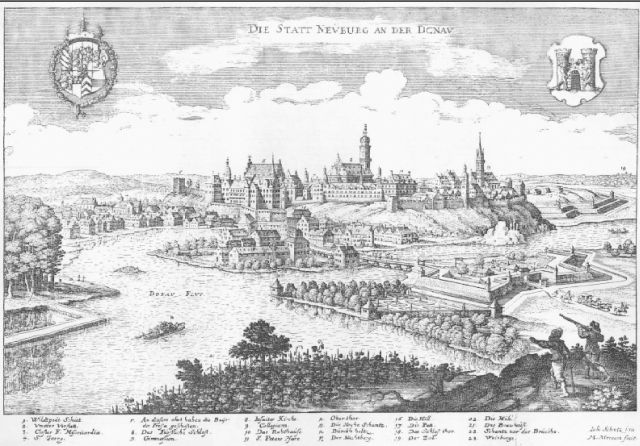
Neuburg an der Donau en la Topographia Germaniae de Mateo Merian (1644).

En Neuburg Juan Díaz recibió la visita de su hermano Alfonso, quien intentó disuadirlo en vano. Alfonso lo intentó de nuevo unos días después en Augsburgo, sin fruto. Después, el 27 de marzo, Alfonso reapareció de noche a caballo acompañado de un sirviente, Juan Prieto. Juan Díaz, que ya estaba durmiendo, abrió la puerta, y el sirviente golpeó varias veces a Juan con un hacha, de forma que murió por las graves heridas inferidas en cabeza y brazos. Despierto por el ruido, Senarclens huyó corriendo. Los criminales también huyeron de inmediato, pero fueron capturados y encarcelados en Innsbruck. Hubo una disputa sobre la jurisdicción y el conde del Palatinado Otto Heinrich exigió la extradición de los asesinos, pero Alfonso Díaz alegó que había actuado al servicio del emperador y, por tanto, no podía ser juzgado; el caso es que ambos asesinos, promotor y autor, fueron exonerados. El asesinato cainita causó una gran conmoción y agitación política y fue muy comentado, criticado y divulgado por panfletos de pocas páginas, alguno incluso escrito por Philipp Melanchthon. Los protestantes tomaron el hecho como pretexto para no participar en el Concilio de Trento, aludiendo a cómo habían sido pisoteados sus derechos. Alfonso Díaz murió en Trento en 1557.
Existe un retrato de Juan Díaz grabado en el libro de Teodoro de Beza Icones (Ginebra, 1580). Sobre la vida, obra y muerte de Juan Díaz el texto más importante fue publicado a nombre de Claude Senarclens, pero este personaje parece ser uno de los numerosos pseudónimos de Francisco de Enzinas y, aunque la información como testigo presencial puede proceder de alguien llamado así, al menos la redacción y el estilo parecen ser de otro, según afirma Josías Simler. Benjamin Barron Wiffen y Luis de Usoz, destacados estudiosos decimonónicos de la Reforma protestante española, se inclinan a creer con buenas razones que este fue Francisco de Enzinas, puesto que tuvo parte no secundaria en la edición, conforme resulta de sus cartas. Así pues, él escribió y publicó la Historia vera de morte sancti viri Ioannis Diazii Hispani, que se tradujo tardíamente al español (Madrid, 1865) y, extractada, al inglés por John E. Longhurst en 1964.

## Trascendencia
En la Historia de la muy noble y leal ciudad de Cuenca (1629) de Juan Pablo Mártir Rizo, página 309, se escribe que «el doctor Alonso Díaz (...) mató a su hermano por auer faltado a nuestra religión» en el apartado: "Personas santas y de loable vida" y la relación de Enzinas fue publicada muy tarde en español a nombre de "Claudio Senardes" con el título de Historia de la muerte de Juan Díaz: por determinación tomada en Roma e hizo matar su hermano Alfonso Díaz en la madrugada del sábado 27 del año 1546 (1865). En la bibliografía protestante, la historia de la vida y muerte de Juan Díaz fue una de las favoritas para insertar en los martirologios de la confesión.

## Obras
Escribió una Christianae religionis Summa (1514), especie de catecismo donde defiende en sentido estrictamente luterano-calvinista que el conocimiento de la salvación estriba en convencerse de la propia miseria y afincarse en los méritos de Cristo. Reduce los sacramentos a dos: bautismo y eucaristía; rechaza la jerarquía eclesiástica y admite como tesoro de la fe la Biblia, los símbolos, los cuatro concilios generales y los antiguos Padres. Por su testamento se sabe que había compuesto además unas Anotaciones teológicas que debieron ir a parar en manos de Francisco de Enzinas, y en la Biblioteca municipal de Zúrich hay un libro que le perteneció y tiene algunas notas manuscritas.